# Landesehrenamtsagentur
Die Landesehrenamtsagentur ist im Bundesland Hessen eine Einrichtung zur Förderung bürgerschaftlichen und ehrenamtlichen Engagements. Diese wurde am 1. August 2001 eingerichtet. Sitz ist Wiesbaden. Es handelt sich um eine bundesweit einzigartige Einrichtung.

## Ziele
Die Ziele sind:
- Schaffung positiver Rahmenbedingungen für bürgerschaftliches Engagement
- Aufbau vielfältiger Unterstützungs- und Förderstrukturen für freiwilliges Engagement auf kommunaler Ebene
- Förderung und Verbreitung innovativer Ansätze des Bürgerengagements
- Aufbau eines kommunalen Netzwerkes zum Bürgerengagement

## Arbeitsweise
In Zusammenarbeit mit interessierten Kommunen sollen vielfältige Ansätze zur Förderung freiwilligen und bürgerschaftlichen Engagements auf kommunaler Ebene entwickelt und erprobt werden. Die Agentur trägt zu diesen Initiativen u. a. durch folgende Aktivitäten bei:
- Unterstützung von Kommunen bei Modellprojekten zur Förderung des Ehrenamts (Beratung, Vernetzung)
- Angebot von Unterstützung wie Arbeitshilfen, Wegweisern oder Praxishilfen
- Bereitstellen eines Ideenpools (z. B. beispielhafter Projekte, innovativer Ansätze, Fortbildungsangebote und Möglichkeiten, ehrenamtlich tätig zu werden)
- Fachkräfte zum Thema Ehrenamt ausbilden und den Fachkräfteaustausch organisieren
- Interessenvertretung für das Ehrenamt wahrnehmen, Lobbyarbeit

Konkrete Aktivitäten waren:
- An sieben über ganz Hessen verteilten Standorten wurden rund 50 erfahrene Ehrenamtliche zu so genannten „Engagement-Lotsen“ ausgebildet.
- Über 700 Personen wurden im Rahmen der Veranstaltungsreihe „Forum Bürgerengagement“ über die Fördermöglichkeiten des Ehrenamtes informiert.

## Erfolge
Unter Mitwirkung der Ehrenamtsagentur wurden in Hessen Förderprogramme für ehrenamtliche Arbeit aufgesetzt:
- Unfall und Haftpflichtversicherung für alle Ehrenamtlichen
- Eine Ehrenamtscard, die Ehrenamtlichen eine Vielzahl von Vergünstigungen in ganz Hessen anbietet
- Ehrenamtliches Engagement von Schülern wird in Hessen auf den Schulzeugnissen dokumentiert

## Organisation
Die Landesehrenamtsagentur ist Teil der Ehrenamts-Kampagne "Gemeinsam aktiv – Bürgerengagement in Hessen" der hessischen Landesregierung.
Geschäftsführer ist Stephan Würz. Die Finanzierung (Budget ca. 250 T€) erfolgt durch Mittel des Landes Hessen und Förderbeiträge der Wirtschaft.